# Themar
Themar è una città di 2 784 abitanti della Turingia, in Germania.
Appartiene al circondario di Hildburghausen e dal 2019 fa parte della Verwaltungsgemeinschaft Feldstein.